# 丁长华
丁长华（1939年5月—），江西金溪人，中华人民共和国政治人物。

## 生平
1955年8月至1958年12月，任江西省金溪县浒湾公社丁家村妇女队长。1958年10月，加入中国共产党。1959年1月至1966年3月，任金溪县浒湾公社丁家大队火箭生产队队长、党支部副书记。在“火箭生产队”实施劳动定量、土地包工制度，继续在高产、增产、稳产方面进行大胆试验，使昔日的低产田、河滩地获得丰收。1958年荣获全省、全国劳动模范称号。1964年当选为第三届全国人大主席团成员，并向大会介绍“火箭队”的工作，受到毛泽东、周恩来、董必武的接见。多次被评为全国三八红旗手。
1966年4月至1975年10月，任金溪县浒湾公社丁家大队党支部副书记。1975年11月至1977年9月，任中共江西省抚州地委常委，江西省妇联副主任，抚州地区妇联副主任，中共金溪县委常委，金溪县革委会副主任。1977年10月至1983年6月，任江西省妇联副主任，中共抚州地委常委、抚州地区妇联副主任，中共金溪县委副书记。1983年7月至1987年7月，任中共金溪县委副书记。1987年8月至1992年10月，任金溪县人大常委会主任。1992年10月至1994年9月，任中共金溪县委调研员。1994年9月至2000年11月，任江西省政协抚州地区工委副主任。